# Opere di Robert Antoine Pinchon

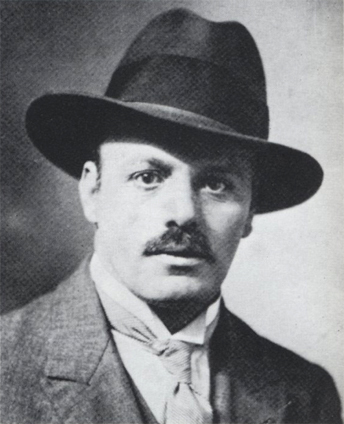
Robert Antoine Pinchon, fotografia dell'artista, 1925 circa

Questo elenco di opere del francese post-impressionista e fauvista della Scuola di Rouen (École de Rouen) Robert Antoine Pinchon è incompleto e consiste principalmente di dipinti ad olio.
All'età di 19, Pinchon ha esposto le sue opere al Salon d'Automne di Parigi del 1905, una mostra che ha visto la nascita del Fauvismo. Anche se non aveva esposto nella sala VII dedicata all'arte Fauves, i suoi disegni erano però già puri e l'impasto dei suoi colori molto pesante.
Pinchon è stato un pittore estremamente prolifico e amante delle pittura en plein air . Eppure la sua carriera artistica è durata solamente poco più di 40 anni, dal 1900, quando espose alcuni dei suoi primi dipinti all'età di 14 anni, alla sua morte prematura, nel 1943 a soli 56 anni di età.
Questa lista rappresenta una selezione di alcuni dei dipinti più noti di Robert Antoine Pinchon e quelli per i quali sono disponibili immagini. Invece che essere disposti in ordine cronologico, i quadri sono qui elencati in gruppi determinati dal soggetto che rappresentano: ponti, fiori e giardini, porti e imbarcazioni, paesaggi e campi, il fiume Senna, città, alberi e, infine, paesaggi invernali.

## Elenco dei dipinti

### Ponti
| Dipinto | Titolo                                     | Anno    | Dimensione   | Museo                         | Città |
| ------- | ------------------------------------------ | ------- | ------------ | ----------------------------- | ----- |
|         | Triel sur Seine (Le pont du chemin de fer) | 1904    | 46 x 55 cm   | Collezione privata            |       |
|         | La Seine à Rouen au crépuscule             | 1905-06 | 65 x 54 cm   | Collezione privata            |       |
|         | Le Pont aux Anglais                        | 1905    | 32 x 47 cm   | Collezione privata            |       |
|         | Le Pont aux Anglais, soleil couchant       | 1905    | 54 x 73.2 cm | Musée des Beaux-Arts de Rouen | Rouen |
|         | Le pont des Andelys, le long de la Seine   |         | 90 x 117 cm  | Collezione privata            |       |
|         | Le Pont aux Anglais                        | c.1905  |              |                               |       |

### Fiori e giardini
| Dipinto | Titolo                                        | Anno    | Dimensione      | Museo              | Città    |
| ------- | --------------------------------------------- | ------- | --------------- | ------------------ | -------- |
|         | L'escalier à Lescure                          | 1907-10 | 73 x 60 cm      | Collezione privata |          |
|         | Pots de géraniums                             | 1915-20 | 72.8 x 91.5 cm  | Collezione privata |          |
|         | La tonnelle sous la neige                     | 1916    | 37.5 x 46.5 cm  | Collezione privata |          |
|         | Le jardin aux pavots (The Garden of Papavers) | c.1906  | 73 x 92 cm      | Collezione privata |          |
|         | Le bassin aux nymphéas                        | c.1910  | 65 x 81 cm      | Collezione privata |          |
|         | Fleurs des champs                             | c.1915  | 105 x 171 cm    |                    | New York |
|         | Le jardin aux iris                            | c.1920  | 80.9 x 116.2 cm | Collezione privata | New York |
|         | Le Baquet                                     |         | 81 x 100 cm     | Collezione privata |          |
|         | Le jardin                                     |         | 130 x 97 cm     | Collezione privata |          |
|         | Un après-midi à l'Ile aux Cerises             | 1912    | 50 x 61.2 cm    | Collezione privata |          |
|         | Vases de fleurs sur le guéridon               |         | 60 x 73 cm      | Collezione privata |          |

### Porti e imbarcazioni
| Dipinto | Titolo                                                      | Anno           | Dimensione | Museo                         | Stato |
| ------- | ----------------------------------------------------------- | -------------- | ---------- | ----------------------------- | ----- |
|         | Le Pré-aux-Loups, soleil couchant                           | 1904           | 50 x 73 cm | Collezione privata            |       |
|         | Barques, Fécamp                                             | 1930           | 98 x 63 cm | Collezione privata            |       |
|         | Le Pourquoi Pas du commandant Charcot dans le port de Rouen | 1935           | 50 x 61 cm | Musée des Beaux-Arts de Rouen | Rouen |
|         | Bateaux au port                                             |                | 46 x 55 cm | Collezione privata            |       |
|         | Péniches dans la brume                                      | Prima del 1909 | 54 x 73 cm | Musée des Beaux-Arts de Rouen | Rouen |
|         | Le port de Fécamp                                           |                | 60 x 73 cm | Collezione privata            |       |
|         | Vue du Tréport                                              |                | 65 x 81 cm | Collezione privata            |       |

### Paesaggi e campi
| Dipinto | Titolo                                             | Anno    | Dimensione   | Museo                         | Stato      |
| ------- | -------------------------------------------------- | ------- | ------------ | ----------------------------- | ---------- |
|         | Paysans au champs                                  | 1913    | 49 x 61 cm   | Collezione privata            |            |
|         | La vallée de Blainville-Crevon                     | 1905    | 65 x 81 cm   | Collezione privata            |            |
|         | Peupliers, coteaux d'Eauplet                       | 1908-09 | 31 x 49 cm   | Collezione privata            | Parigi     |
|         | La Bouille (Restaurant champêtre de La Bouille)    | 1906    | 250 x 500 cm | Alhambra-Théâtre              | Rouen      |
|         | Jardin en environs de Rouen                        | 1912    | 73 x 92 cm   | Collezione privata            | New York   |
|         | Le Talus de chemin de fer                          | 1912    | 81 x 100 cm  | Collezione privata            |            |
|         | Le Jardin maraicher                                | c.1921  | 74 x 100 cm  | Musée des Beaux-Arts de Rouen | Rouen      |
|         | Hameau des environs de Rouen                       | c.1905  | 22 x 33 cm   | Collezione privata            |            |
|         | Travaux des champs                                 | c.1905  | 30.5 x 25 cm | Collezione privata            |            |
|         | Le Vallon du temps perdu                           |         | 73 x 92 cm   | Philadelphia Museum of Art    | Filadelfia |
|         | Les chardons en bord de Seine (Chardons en fleurs) |         | 65 x 81 cm   | Collezione privata            |            |

### Fiume Senna
| Dipinto | Titolo                                              | Anno    | Dimensione     | Museo              | Città |
| ------- | --------------------------------------------------- | ------- | -------------- | ------------------ | ----- |
|         | Broadway                                            | 1909-10 | 65.5 x 81 cm   | Collezione privata |       |
|         | Les coteaux de Belbeuf                              | 1909-10 | 60.5 x 73.5 cm | Collezione privata |       |
|         | Vue de l'Ile de Bréhat                              | 1934    | 79 x 120 cm    | Collezione privata |       |
|         | Bords de Seine                                      |         | 60 x 81 cm     |                    |       |
|         | Bords de Seine aux environ de Rouen                 |         |                | Collezione privata |       |
|         | La Seine pres de Rouen                              | c.1918  | 71 x 101 cm    |                    |       |
|         | Falaises de Belbeuf                                 |         | 50 x 61 cm     | Collezione privata |       |
|         | Promenade sur le chemin de Halage                   |         | 81 x 65 cm     | Collezione privata |       |
|         | Rouen, La Seine, vue depuis le hauteurs de Caudebec |         | 73.7 x 92.4 cm | Collezione privata |       |
|         | Rouen, vue de la Seine                              |         | 48.9 x 92.4 cm |                    |       |

### Città
| Dipinto | Titolo                                                 | Anno    | Dimensione   | Museo              | Città    |
| ------- | ------------------------------------------------------ | ------- | ------------ | ------------------ | -------- |
|         | Les toits rouges                                       | 1903    | 54.3 x 73 cm | Collezione privata | New York |
|         | La foire Saint-Romain sur la place Saint-Vivien, Rouen | 1905-06 | 49 x 59.4 cm |                    | Parigi   |
|         | La Côte Sainte-Catherine                               | 1917    | 91 x 49 cm   | Collezione privata |          |
|         | Le marché de Pont Audemer                              |         | 53 x 71 cm   |                    |          |
|         | Paysage                                                |         | 72.5 x 92 cm | Collezione privata |          |
|         | Usines à Eauplet                                       |         | 73 x 92 cm   | Collezione privata |          |
|         | Vue sur Rouen                                          |         | 54 x 71 cm   |                    |          |

### Alberi
| Dipinto | Titolo                                                 | Anno           | Dimensione     | Museo                         | Città |
| ------- | ------------------------------------------------------ | -------------- | -------------- | ----------------------------- | ----- |
|         | L'avenue Saint-Paul et la Côte Sainte-Catherine, Rouen | 1906           | 60 x 76 cm     | Collezione privata            |       |
|         | Le Toquesac, Aout                                      | 1912           | 64.7 x 81.2 cm | Collezione privata            |       |
|         | Vue prise au Mont-Gargan soleil couchant               | Prima del 1909 | 65 x 81 cm     | Musée des Beaux-Arts de Rouen | Rouen |
|         | Sous bois d'automne                                    |                | 60 x 73 cm     | Collezione privata            |       |

### Paesaggi invernali
| Dipinto | Titolo                                                | Anno      | Dimensione     | Museo              | Città |
| ------- | ----------------------------------------------------- | --------- | -------------- | ------------------ | ----- |
|         | Paysage d'hiver (Le chemin, neige)                    | 1905      | 60 x 73 cm     | Collezione privata |       |
|         | Environs de Rouen sous la neige                       |           | 50 x 73 cm     |                    |       |
|         | L'île Lacroix en hiver                                |           | 23.5 x 42 cm   |                    |       |
|         | La Bouille sous la Neige                              |           | 90 x 50 cm     | Collezione privata |       |
|         | La Seine et la Côte Sainte Catherine à Rouen en hiver | 1930-35   | 54.6 x 83.2 cm |                    |       |
|         | Le bassin, neige                                      |           | 50 x 60 cm     | Collezione privata |       |
|         | Le Chemin des Bulins                                  | 1924-1925 | 50 x 65 cm     | Collezione privata |       |
|         | Le pont d'Elbeuf sous la neige                        |           | 54 x 92 cm     | Collezione privata |       |
|         | Le ponton                                             |           | 54 x 73 cm     |                    |       |
|         | Le Robec sous la neige aux alentours de Rouen         |           | 65 x 101 cm    | Collezione privata |       |
|         | Neige                                                 |           | 73 x 92 cm     |                    |       |
|         | Village enneigé                                       |           | 73 x 92 cm     | Collezione privata |       |

### Altre opere
| Dipinto | Titolo                                                | Anno        | Dimensione      | Museo                         | Città  |
| ------- | ----------------------------------------------------- | ----------- | --------------- | ----------------------------- | ------ |
|         | Le Chemin                                             | 1898        | 22 x 32 cm      |                               |        |
|         | Haystacks                                             | 1898        | 57 x 90 cm      | Collezione privata            |        |
|         | Fenaisons sous les pommiers, Saint-Étienne-du-Rouvray | 1905        | 54.2 x 73.3 cm  |                               |        |
|         | Effet de neige                                        | Before 1909 | 73 x 92 cm      | Musée des Beaux-Arts de Rouen | Rouen  |
|         | La Seine vue d'Elbeuf                                 | 1932-1934   | 75.5 x 124.5 cm | Collezione privata            |        |
|         | Le Pont de chemin de fer près de Rouen                | 1908        | 73.4 x 85.7 cm  | Collezione privata            |        |
|         | La Rue de l'Epicerie à Rouen                          | 1912        | 192 x 150 cm    |                               |        |
|         | La ferme de Guerischein                               | 1916        | 34.5 x 45.7 cm  | Collezione privata            |        |
|         | La Barrière                                           | 1932-1934   | 55 x 65 cm      | Collezione privata            |        |
|         | Le port et le pont transbordeur                       |             | 60 x 81 cm      | Musée des Beaux-Arts de Rouen | Rouen  |
|         | Le Mont-Gargan sous la Neige                          | 1924        | 73 x 54 cm      | Collezione privata            |        |
|         | Les grande ventes                                     | 1924        | 81 x 66 cm      | Collezione privata            |        |
|         | La Cathédrale de Rouen                                | 1931        | 100 x 81 cm     | Collezione privata            |        |
|         | La Manneporte, Étretat                                | 1936        | 81 x 65 cm      | Collezione privata            |        |
|         | La Seine à La Bouille                                 | 1936        | 54 x 81 cm      | Collezione privata            |        |
|         | Port de Saint-Tropez                                  | 1936        | 59.3 x 73.4 cm  |                               |        |
|         | A l'île aux cerises                                   |             | 50 x 61.2 cm    | Collezione privata            |        |
|         | Bord de Seine près de Rouen                           |             | 54 x 73 cm      | Collezione privata            |        |
|         | Le pont Corneille                                     | c.1910      | 73 x 100 cm     |                               |        |
|         | Effects of the Sun on the Rocks of Brittany           |             | 66 x 81 cm      | Collezione privata            |        |
|         | Hommage posthume à un bon vivant                      |             | 61 x 66 cm      | Collezione privata            |        |
|         | La côte d'albâtre à Pourville                         |             | 50 x 66 cm      |                               |        |
|         | La Seine à Croisset                                   |             |                 | Collezione privata            |        |
|         | La Seine aux environ de Rouen                         |             | 73 x 100 cm     | Collezione privata            |        |
|         | Le champ de choux                                     |             | 81 x 100 cm     | Collezione privata            |        |
|         | Les roches de Saint-Adrien au soleil couchant         |             | 73 x 100.5 cm   | Collezione privata            |        |
|         | Petit voilier à l'appontement en bord de Seine        |             | 61 x 81 cm      | Collezione privata            |        |
|         | Porch of the Abbey of St. Ouen                        |             | 81 x 66 cm      |                               |        |
|         | Promenade en bord de Seine au soleil couchant         |             | 60 x 81 cm      |                               | Parigi |
|         | Les usines Malétra                                    |             |                 |                               |        |